# Oud-Empel

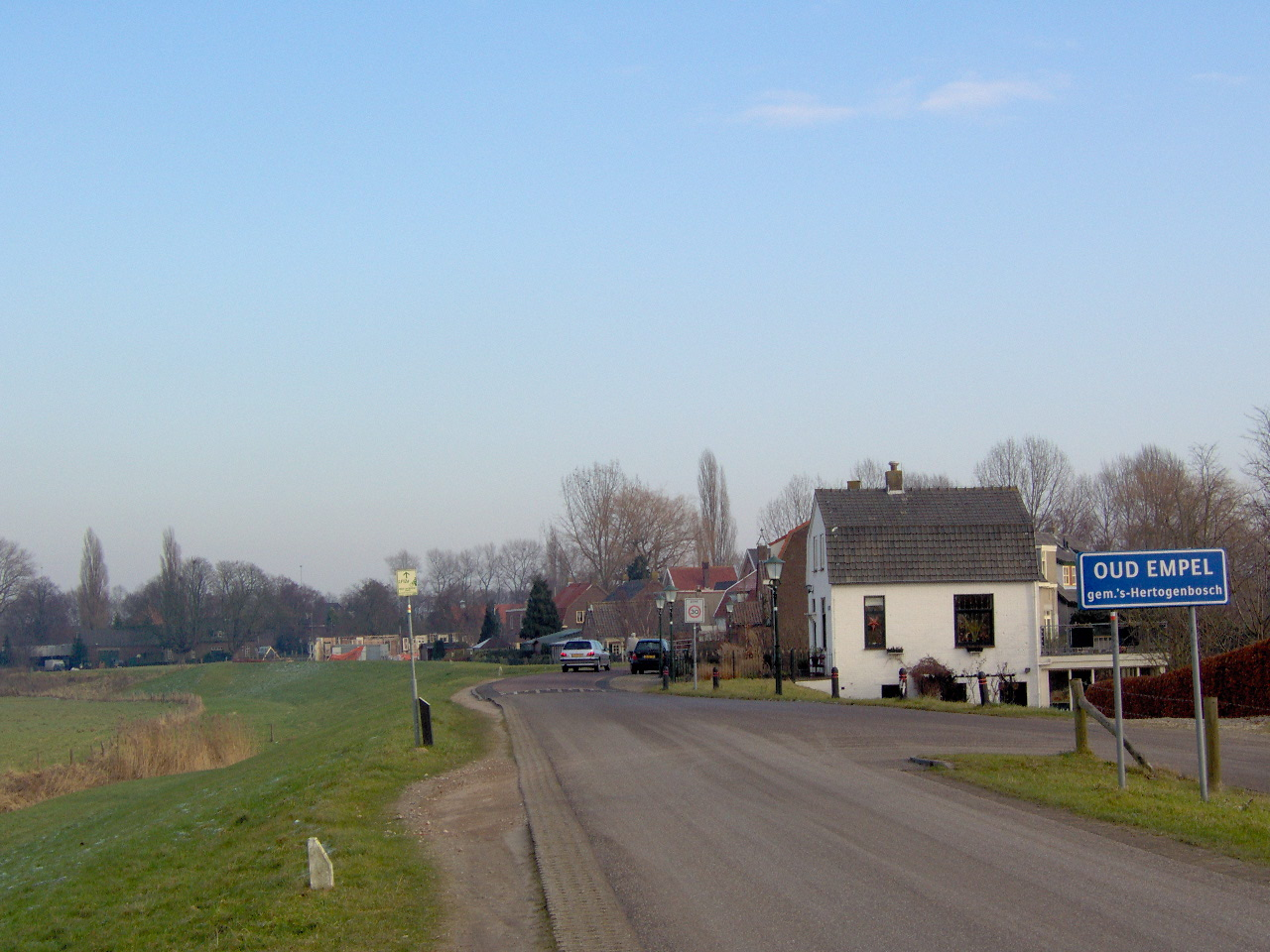
Oud-Empel

Oud-Empel is een dijkdorp in de gemeente 's-Hertogenbosch, in de Nederlandse provincie Noord-Brabant. Het is een wijk van stadsdeel Maaspoort. Oud-Empel behoorde tot 1 april 1971 bij de gemeente Empel en Meerwijk. Die gemeente is opgegaan in de gemeente 's-Hertogenbosch. Tot de Tweede Wereldoorlog heette het dorp simpelweg Empel, maar die naam is overgegaan naar het huidige Empel nadat het overgrote deel van de bewoners daarheen verplaatst was.

## Etymologie
De naam Empel komt van het oud Oud-Frankische woord amba. Amb of Emb betekent rondom en A of Aa betekent water. Later schreef men Empla of Empele. Het was inderdaad eeuwenlang een dorp omringd door water.

## Geschiedenis
In het gebied waar Oud-Empel ligt zijn sporen van zowel Romeinse als Frankische bewoning aangetroffen. Uit de Romeinse tijd dateren zelfs resten van een tempel, de Tempel van Empel genaamd.
De oudste vermelding is in een document van 25 oktober 856, waarin Lotharius I de schenking van het domein Empla aan de Benedictijnerabdij van Crespin bevestigt. Het oorspronkelijke bewijsstuk, een schenkingsacte van koning Clovis IV uit naar schatting 690-694, ging verloren. In 1142 en 1146 wordt de schenking nogmaals bevestigd door respectievelijk paus Innocentius II en Rooms-koning Koenraad III.
De kerk is, voor zover valt na te gaan, steeds gewijd geweest aan de heilige Landelinus, de eerste abt van de abdij van Crespin.
Omstreeks 1200 woedde er strijd tussen hertog Hendrik I van Brabant en graaf Otto I van Gelre. Hendrik won de strijd en nam de proosdij Empel over van de abdij van Crespin, om de noordgrens van zijn hertogdom veilig te stellen. Empel werd een hertogsdorp en de hertog verkreeg ook het patronaatsrecht. Dit bleef zo tot omstreeks 1400, toen de heerlijkheid werd uitgegeven. De eerste heer, Johan van Westmalle, gaf in 1448 het patronaatsrecht over aan het kapittel van de Sint-Janskerk in 's-Hertogenbosch. Hij stierf kinderloos en aldus kwam, per testament, de heerlijkheid weer aan de hertog, maar dat was nu keizer Karel V. Deze gaf de heerlijkheid in leen aan de graaf van Megen. Later werd Empel bezit van het Huis van Aremberg, en vervolgens het Huis Van Esseren, het Huis Van Stolberg en het Huis Frentz. De familie Van Thije Hannes was van 1766 tot 1876 eigenaar van de heerlijkheid Empel.
In 1504 woedden de Gelderse Oorlogen. Gelre viel Oost-Brabant aan waarop de stad 's-Hertogenbosch de Bommelerwaard binnenviel. Het legertje werd echter verslagen waarop de Geldersen de Maas overtrokken en Empel verwoestten.
Tijdens de Tachtigjarige Oorlog vonden er eveneens gevechten plaats, want de omgeving van Empel lag strategisch. Er was een schans, evenals in het nabijgelegen Crèvecoeur. Deze schansen controleerden de Dieze en daarmee de scheepvaart naar 's-Hertogenbosch. In 1580 werd er hevig om de Empelse schans gevochten en de bewoners moesten naar 's-Hertogenbosch vluchten, waar ze bleven tot in 1609 het Twaalfjarig Bestand inging. Ook de episode van het Wonder van Empel speelde zich in deze tijd (1585) af.
De betreffende schans bevond zich ter hoogte van het Schanswiel, bij de Koornwaard.

### De slag bij Empel, het wonder van Empel
In 1585, tijdens de slag bij Empel zaten de Spaanse troepen al vijf dagen vast in de kou en regen, ingesloten tussen de Staatse troepen met hun schepen op het water. Een Spaanse soldaat vond bij de kerk van Empel een gave beeltenis van Maria Onbevlekte Ontvangenis. De legeraanvoerder Don Francisco Arias de Bobadilla liet de afbeelding in de kerk plaatsen. En toen gebeurde het wonder: de regen stopte en het begon hard te vriezen. De schepen, die dreigden in te vriezen, moesten zich terugtrekken naar het open water van de Maas en zo konden de Spaanse troepen over het ijs ontsnappen naar 's-Hertogenbosch. Er werd een broederschap opgericht die de naam droeg "Soldaten der Onbevlekt Ontvangen Maagd".

### De Franse inval
In 1648 werd de kerk door de hervormden genaast. In 1672 veroverden de Fransen de stad Grave om van daaruit naar fort Crèvecoeur op te trekken. Ze waren onder meer in Empel ingekwartierd en kregen ook de schans te Crèvecoeur in bezit. Ze behielden deze tot november 1673, toen ze zich moesten terugtrekken. De Franse troepen verwoestten voor hun terugtocht de vestingwerken en plunderden Empel.

### Pichegru in Empel
Tijdens de Franse Revolutie, in 1794, speelde de strenge vorst opnieuw een rol, toen de Franse generaal Jean-Charles Pichegru met zijn leger de bijna wonderbaarlijk bevroren Maas over stak. Een zin uit het verslag in Adolphe Thiers, Histoire de la Révolution Française, deel VII, hoofdstuk 26:
De 8e nivose (28 december) bij 17 graden vorst, verschenen zij (de Franse soldaten) op drie plekken: Crèvecoeur, Empel en het fort Sint Andries; ze staken met hun artillerie het ijs over, verrasten de Hollanders, die bijna door de kou bevangen waren, en jaagden ze volledig uiteen.

### Kerkelijke geschiedenis
De parochie Empel (het voormalige dorp Empel en vanaf de Tweede Wereldoorlog het nieuwe dorp Empel) heeft in de loop der eeuwen wel zes kerken gehad. De eerste kerk, uit ca. 800, is door de Maas weggespoeld omstreeks 810. Een tweede kerk onderging in 967 hetzelfde lot. Toen is in 968 een houten kerkje gebouwd. Waarschijnlijk is later vervolgens nog een tufstenen Romaanse en een bakstenen gotische kerk gebouwd. Deze kerk werd in 1646 door de protestanten in beslag genomen. Na het rampjaar 1672, tijdens het daaropvolgende beleg hebben de Fransen in 1673 het dorp en de kerk van Empel platgebrand. De protestanten hebben toen een kleinere nieuwe kerk gebouwd, terwijl men tolereerde dat de katholieken diensten hielden in een schuurkerk. In 1828 kregen de katholieken het kerkgebouw van de protestanten terug. Rond 1903 is dit gebouw vervangen door de vijfde kerk, een neogotisch gebouw.
Deze kerk is in november 1944 door de Duitsers opgeblazen. Een paar jaar na de oorlog is besloten het dorp Empel te verplaatsen naar waar het nu ligt en toen is de huidige, zesde kerk gebouwd.

## Van Empel naar Oud-Empel
Oud-Empel ligt ten westen van de A2 op de plek waar vroeger het voormalige dorp Empel lag.
Het voormalige dorp Empel is vlak na de Tweede Wereldoorlog verplaatst, omdat door geallieerde bombardementen op Duitsers, verschanst in het dorp, de kerk vernield was en de Maasdijk instabiel geworden was. De toenmalige bewoners van het voormalige Empel werden geëvacueerd en kregen vervangende woonruimte binnendijks, op de plek waar Empel nu ligt, ten zuidoosten van de plaats aan de oostkant van de huidige A2.
Later is de dijk hersteld en zijn enkele bewoners teruggekeerd naar wat intussen Oud-Empel is geworden. Geleidelijk zijn veel van de oude dijkwoningen grondig gerenoveerd, en vindt er zelfs nieuwbouw plaats.

## Nieuwe kapel in Oud-Empel
Op de plaats van de kerk die in november 1944 is verwoest, is op de Empelse dijk in Oud-Empel in november 2000 een kapel gewijd aan Maria Onbevlekte Ontvangenis gebouwd. Deze is op 8 december 2000 ingewijd.
De kapel herinnert niet alleen aan de oude kerk, maar ook aan het wonder van Empel tijdens de Slag bij Empel.

## Natuur en landschap
Oud-Empel ligt aan de Maas. De uiterwaarden vormen een aaneenschakeling van natuurgebieden, die eigendom zijn van de gemeente 's-Hertogenbosch. Dit zijn De Koornwaard (120 ha), met de Empelse Waard (40 ha), en de Uiterwaarden Maaspoort (40 ha). De gebieden zijn floristisch interessant.

## Nabijgelegen kernen
Engelen, 's-Hertogenbosch, Empel, Gewande, Hedel, Rosmalen